# ولی‌الله اردشیری
ولی‌الله اردشیری (زاده ۱۰ اردیبهشت ۱۳۲۴ - درگذشته ۲۶ اردیبهشت ۱۳۸۱) فیزیکدان ایرانی اهل لنگرود بود .اردشیری در آموزش و پرورش به عنوان چهره ماندگار شناخته می‌شود.

## زندگی و کار
او صبحدم روز دهم اردیبهشت ماه سال ۱۳۲۴ خورشیدی در محله «درب مسجد» شهرستان لنگرود به دنیا آمد. وی فرزند نخست خانواده‌ای بود که بعدها چهاردختر و یک پسر به آن اضافه گردید.
پدرش در همان شهر مغازه کوچک مسگری داشت و او تحصیلات ابتدایی و متوسطه را در لنگرود به پایان رساند و در سال ۱۳۴۴ ه. ش به دانشکده علوم دانشگاه تهران راه یافت و در رشته فیزیک مشغول به تحصیل شد و افتخار شاگردی استادان بنامی چون پروفسور محمود حسابی و دکتر آزاد را داشت.
اردشیری در سال ۱۳۴۸ه. ش موفق به دریافت مدرک کارشناسی شد و سپس به مدت دو سال دوره خدمت سربازی خود را در شهر شیراز سپری کرد.
وی در سال ۱۳۵۰ به استخدام آموزش و پرورش درآمد و دو سال نخست شغل معلمی خویش را در دبیرستان‌های شهرستان صومعه سرا سپری کرد. در همین ایام بود که پدرش بر اثر بیماری دار فانی را وداع گفت و استاد اردشیری به عنوان فرزند نخست، عهده‌دار سرپرستی خانواده گردید. او پس از آن عازم شهر رشت شد و خانه‌ای در خیابان تختی اجاره کرد و دوره‌ای پربار فعالیت آموزشی خود را در این شهر آغاز کرد. او تا پایان عمر در همین شهر زندگی کرد و به عنوان دبیر دبیرستان‌های رشت به کار فرهنگی خویش ادامه داد.
او در سال ۱۳۵۶ با خانم «حوری عرفانی» که بانویی فرهنگی از اهالی لنگرود بود، ازدواج کرد که ثمره آن دو پسر و دو دختر بود. پس از ازدواج خانه‌ای کوچک در محله «علی‌آباد» اختیار کردند و به مدت نه سال در آنجا زندگی کردند. از دیگر فعالیت‌های فرهنگی وی همکاری با دوستان نزدیک در تأسیس “ گروه فرهنگی کوشیار ” بود.
نامبرده در سال ۱۳۷۹ بازنشسته شدند، اما همچنان تمام وقت به فعالیت آموزشی ادامه داد. تا سرانجام شبانگاه دوازدهم اردیبهشت ۱۳۸۱ (مصادف با روز معلم) دچار عارضه سکته مغزی شد و پس از دو هفته اغماء، شب هنگام ۲۶ اردیبهشت ۱۳۸۱ دیده از جهان فروبست.
در ایامی که در بیمارستان بستری بود، جمع کثیری از شاگردانش همه روزه در مقابل بیمارستان گرد می‌آمدند و منتظر دریافت خبری از بهبود وضعیتش بودند و پس از درگذشت او، اهالی رشت پیکرش را با شکوهی خاص در گورستان سلیمان داراب رشت به خاک سپردند. تشییع جنازه او باشکوه‌ترین و عمومی‌ترین تشییع جنازه‌ای بود که شهر رشت پس از تشییع پیکر موسیو آرسن میناسیان (نیکوکار معروف شهر) به خود دید. شهر به صورت خودجوش و مردمی تعطیل شد و جمع کثیری از اهالی در مراسم تشییع و مراسم متعدد ترحیم او شرکت کردند.
وجه امتیاز این فرهنگی با سابقه که اینگونه شاگردان و اولیا و همکارانش را شیفته کرده بود، غنای علمی، تبحر در تدریس، خوشرویی و از همه مهم‌تر مناعت طبع و آزادگی اش بود. او کلاس‌های خصوصی تقویتی خود را بدون هیچگونه چشمداشتی تشکیل می‌داد و هرگز دانش آموزان را به خاطر مسایل مادی از خود نمی‌راند. او عاشق کار خود بود و تمامی خصوصیات یک معلم واقعی را در خود جمع داشت. او انسان خوب، عالم خوب و یک معلم خوب بود و همهٔ اینها رمز موفقیت وی بودند.
پس از مرگش بلوار مقابل منزل مسکونی اش به نام " استاد ولی الله اردشیری " نامگذاری شد. .